# Ascaltis goethei
Ascaltis goethei är en svampdjursart som beskrevs av Ernst Haeckel 1870. Ascaltis goethei ingår i släktet Ascaltis och familjen Leucascidae.
Artens utbredningsområde är havet utanför Italien. Inga underarter finns listade i Catalogue of Life.